# Michael Woods (Politiker)
Michael J. Woods (irisch Mícheál Ó hUadhaigh, * 8. Dezember 1935 im County Wicklow) ist ein irischer Politiker der Fianna Fáil und langjähriger Minister.

## Biografie
Woods war nach der Promotion als Berater für Marketing und geschäftsführender Direktor von Unternehmen tätig. Seine politische Laufbahn begann er als Kandidat der Fianna Fáil 1977 mit der erstmaligen Wahl zum Mitglied des Unterhauses (Dáil Éireann), in dem er zunächst den Wahlkreis Dublin Clontarf und seit 1981 den Wahlkreis Dublin North-East vertritt.
Am 1. Juli 1979 wurde er von Premierminister (Taoiseach) Jack Lynch zum Staatsminister beim Premierminister sowie im Verteidigungsministerium ernannt und übernahm damit als „Juniorminister“ erstmals ein Regierungsamt. In der anschließenden Regierung von Premierminister Charles J. Haughey war er anschließend zwischen dem 12. Dezember 1979 und dem 30. Juni 1981 Gesundheitsminister und Minister für soziale Wohlfahrt. In Haugheys zweiter Regierung war er vom 9. März bis zum 14. Dezember 1982 Minister für Gesundheit und soziale Wohlfahrt.
Nach dem erneuten Wahlsieg der Fianna Fáil berief ihn Haughey am 10. März 1987 als Minister für soziale Wohlfahrt auch in dessen 3. Kabinett. Im Rahmen einer Regierungsumbildung wurde er am 14. November 1991 dann zum Landwirtschaftsminister ernannt. 1992 kandidierte er für das Amt des Vorsitzenden der Fianna Fáil. Dabei unterlag er jedoch mit 10 Stimmen Albert Reynolds (61 Stimmen) deutlich, während die dritte Kandidatin Mary O’Rourke lediglich 6 Stimmen bekam.
Unter Haugheys Nachfolger Albert Reynolds wurde er am 11. Februar 1992 zunächst Marineminister. Nachdem Reynolds am 12. Januar 1993 die Regierung umbildete, wurde Woods zum vierten Mal Minister für soziale Wohlfahrt. Zugleich übernahm er nach dem Ausscheiden der Minister der Irish Labour Party am 18. November 1994 auch wieder das Amt des Gesundheitsministers und behielt diese Ämter bis zum Ende von Reynolds’ Amtszeit am 15. Dezember 1994.
Nach dem erneuten Wahlsieg der Fianna Fáil wurde er durch Taoiseach Bertie Ahern am 26. Juni 1997 zum Minister für Marine und natürliche Ressourcen in dessen Kabinett berufen. Im Anschluss war er nach einer Kabinettsumbildung vom 27. Januar 2000 bis zum 6. Juni 2002 Minister für Bildung und Wissenschaft. Zuletzt war Woods vom 7. November 2002 bis zum 29. April 2007 Vorsitzender des Gemeinsamen Ausschusses für Auswärtige Angelegenheiten des irischen Parlaments (Oireachtas).
Im Januar 2011 teilte Woods mit, dass er bei den Wahlen zum Dáil im Frühjahr 2011 nicht mehr kandidieren werde.